# Bruno Labbadia
Bruno Labbadia est un footballeur international allemand, aujourd'hui entraîneur, né le 8 février 1966 à Darmstadt. Il évoluait au poste d'attaquant.

## Biographie

### Entraîneur

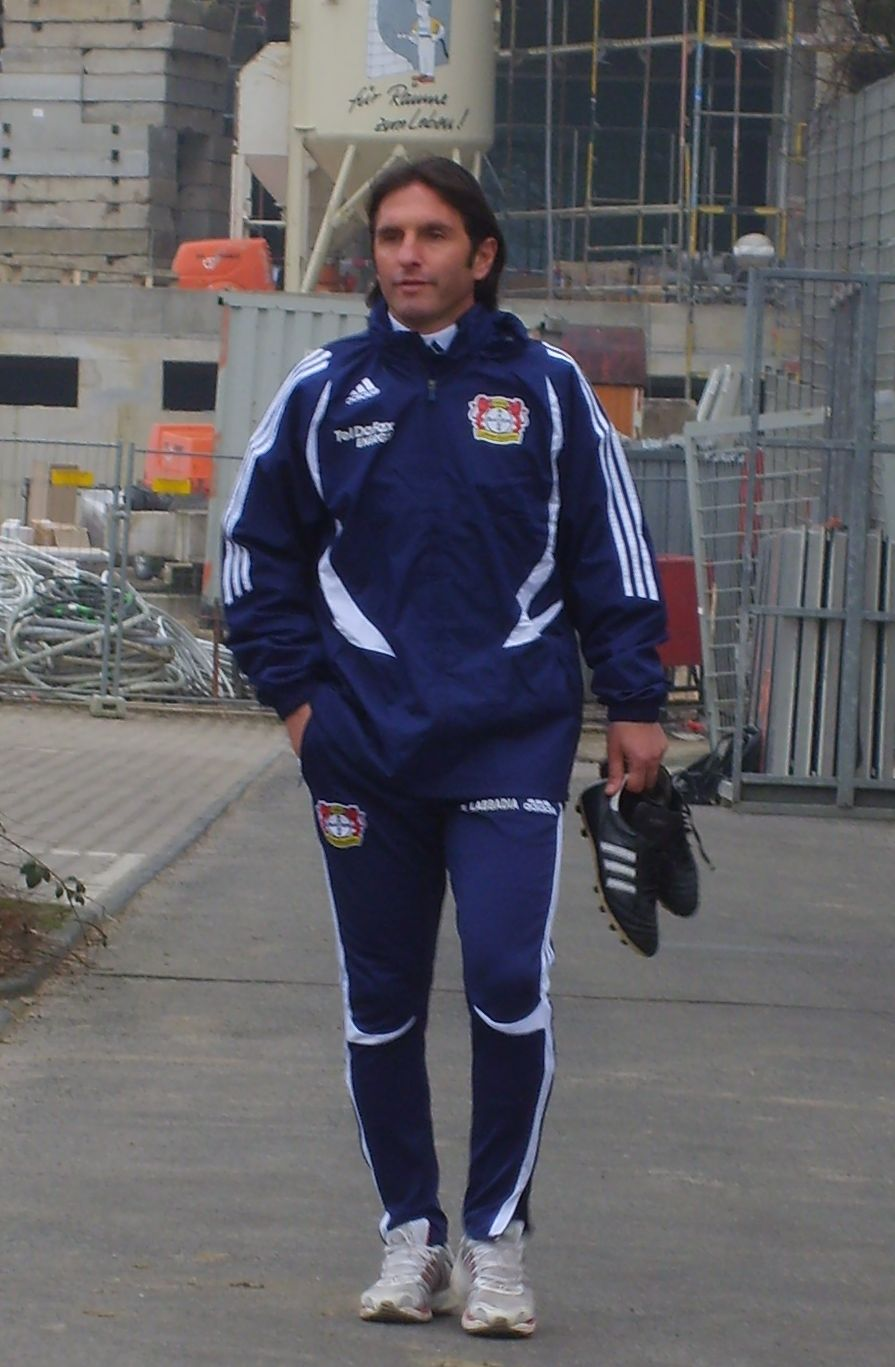
Labbadia avec le Bayer Leverkusen en 2009

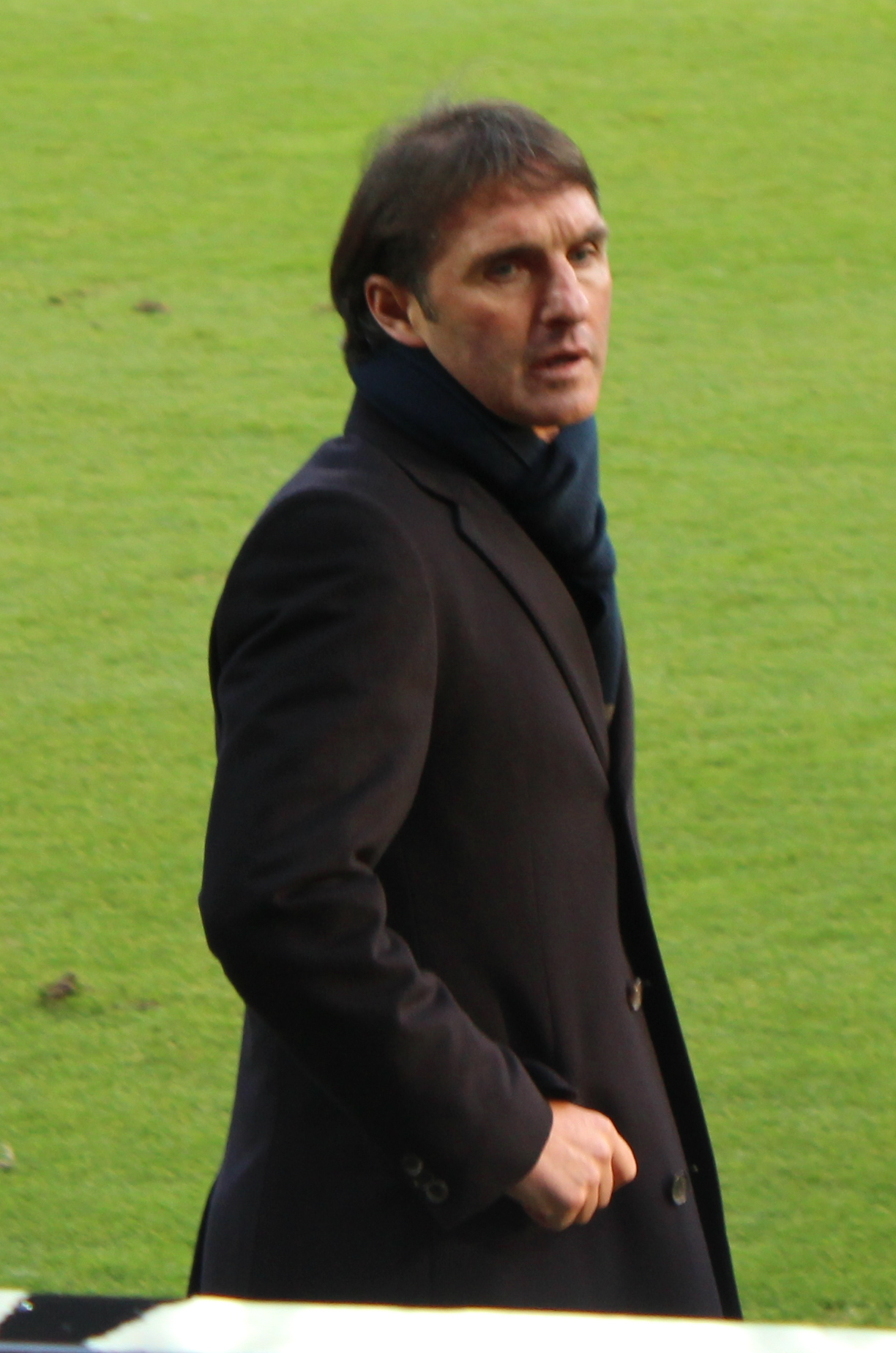
Labbadia dirigeant le VfB Stuttgart en 2012

Le 9 avril 2020, il est nommé entraîneur du Hertha BSC, 13e de Bundesliga et à six points de la zone de relégation avant l'arrêt du championnat dû à la pandémie de coronavirus, où il remplace l’intérimaire Alexander Nouri, qui avait été nommé à la suite du départ surprise de Jürgen Klinsmann. Le 27 août 2024, Bruno Labaddia est nommé au poste de sélectionneur des Super Eagles l'équipe du Nigéria.

## Carrière

### Statistiques détaillées
Mis à jour le 3 avril 2023
| SV Darmstadt 98  | 1er juillet 2003 | 30 juin 2006      | 102 | 60  | 16  | 26  | 58.8  |
| Greuther Fürth   | 1er juillet 2007 | 26 mai 2008       | 36  | 15  | 10  | 11  | 41.6  |
| Bayer Leverkusen | 26 mai 2008      | 30 juin 2009      | 40  | 19  | 7   | 14  | 47.5  |
| Hambourg SV      | 1er juillet 2009 | 26 avril 2010     | 51  | 22  | 16  | 13  | 43.1  |
| VfB Stuttgart    | 12 décembre 2010 | 26 août 2013      | 119 | 50  | 24  | 45  | 42.0  |
| Hambourg SV      | 15 avril 2015    | 25 septembre 2016 | 50  | 16  | 12  | 22  | 32.0  |
| VfL Wolfsburg    | 20 février 2018  | 30 juin 2019      | 50  | 22  | 10  | 18  | 44.00 |
| Hertha BSC       | 9 avril 2020     | 24 janvier 2021   | 28  | 8   | 6   | 14  | 28.57 |
| VfB Stuttgart    | 12 décembre 2022 | 3 avril 2023      | 12  | 2   | 3   | 7   | 16.66 |
| Total            | Total            | Total             | 487 | 213 | 103 | 170 | 43.73 |

## Palmarès

### Titres remportés en club
| 1. FC Kaiserslautern - Bundesliga : - Vainqueur (1) : 1990-1991 - DFB-Pokal : - Vainqueur (1) : 1989-1990 |  | Bayern Munich - Bundesliga : - Vainqueur (1) : 1993-1994 - Vice-champion : 1992-1993 |  | Arminia Bielefeld - 2. Bundesliga : - Vainqueur (1) : 1998-1999 |